# Mervyn Brown
Sir Mervyn Brown KCMG OBE (* 24. September 1923; † 28. September 2023) war ein britischer Diplomat, der unter anderem zwischen 1967 und 1970 Botschafter in Madagaskar, von 1975 bis 1978 Hochkommissar in Tansania sowie zuletzt zwischen 1979 und 1983 Hochkommissar in Nigeria war.

## Leben

### Beginn der diplomatischen Laufbahn
Brown leistete nach dem Besuch des Ryhope Grammar School während des Zweiten Weltkrieges von 1942 bis 1945 seinen Militärdienst bei der Royal Artillery. Nach einem anschließenden Studium am St John’s College der University of Oxford trat er 1949 in den Dienst des Außenministeriums (Foreign Office). Er begann seine erste Auslandsverwendung 1950 als Dritter Sekretär an der Botschaft in Argentinien und war dort bis 1953 mit Aufgaben in der Kanzlei sowie im Politischen Referat der Botschaft betraut. Zu dieser Zeit gab es Dispute zwischen den Regierungen beider Länder über die Besitzansprüche der sogenannten Falkland Island Dependencies Grahamland, Südliche Orkneyinseln und Südliche Shetlandinseln, die bis 1962 Nebengebiete der Falklandinseln waren und seither das britische Antarktis-Territorium bilden. Im Anschluss war er zwischen 1953 und 1956 als Zweiter Sekretär an der Ständigen Vertretung bei den Vereinten Nationen in New York City tätig. Dort befasste er sich im Wesentlichen als Referent für Soziales und Menschenrechte mit Fragen zum UN-Wirtschafts- und Sozialrat und gehörte zur britischen Delegation bei dessen jährlichen Sitzungen in New York City und Genf. Daneben war er aber für die britischen Vertreter in der UN-Menschenrechtskommission sowie im Ausschuss für soziale, humanitäre und kulturelle Fragen (Hauptausschuss 3) der UN-Generalversammlung tätig.
1956 kehrte Brown nach Großbritannien zurück und war dort kurzzeitig Referent für den Sudan im Afrika-Referat. Fünf Wochen nachdem der ägyptische Präsident Gamal Abdel Nasser den Sueskanal am 26. Juli 1956 verstaatlicht hatte, wurde er jedoch im September 1956 Referent für den Sueskanal und den Nil. Diese Verstaatlichung zwölf Jahre vor Ablauf der Konzession der Kanalgesellschaft löste die Sueskrise aus, die dazu führte, dass am 29. Oktober 1956 israelische, britische und französische Truppen Ägypten angriffen. Im Dezember 1956 übernahm er dann wieder die ursprüngliche Funktion als Sudan-Referent, später die als Maghreb-Referent, so dass er sich mit Fragen zum Algerienkrieg und der Abschaffung der Monarchie in Tunesien am 25. Juli 1957 beschäftigte. Anschließend wurde er Referent für das Horn von Afrika.
1959 wurde Brown Erster Sekretär bei dem in Singapur ansässigen Commissioner General for South East Asia, der für Malaya, Singapur und Britisch-Borneo. Am 23. Juni 1960 übernahm er die Funktion als Konsul, Erster Sekretär und Kanzler an der Botschaft in Laos, wo er bis 1963 verblieb. Als solcher war er zugleich Ständiger Vertreter von Botschafter John Mansfield Addis. In diese Zeit fiel der erste laotische Bürgerkrieg, der nach den Kämpfen zwischen den im Norden basierten Pathet Lao mit ihren nordvietnamesischen Unterstützern und den Truppen der Regierung des Königreichs im Juli 1959 zum Krieg eskalierte und am 9. August 1960 mit dem Putsch des neutralistischen Fallschirmjäger-Hauptmanns Kong Le gegen die Regierung von Somsanith Vongkotrattana. Durch internationale Vermittlung endete der erste Bürgerkrieg auf der Genfer Laos-Konferenz am 16. Juni 1961, wobei die die britische Delegation unter Malcolm MacDonald den stellvertretenden Vorsitzenden der Konferenz stellte. Zum Zeitpunkt der Beendigung seiner Tätigkeit in Laos begann 1963 der zweite laotische Bürgerkrieg. Während der dortigen Verwendung wurde ihm zum 1. Januar 1963 das Offizierskreuz des Order of the British Empire (OBE) verliehen.

### Botschafter und Hochkommissar
Brown kehrte 1963 nach Großbritannien zurück und war zunächst stellvertretender Leiter des Südeuropa-Referats des Außenministeriums, das im Wesentlichen für den Mittelmeerraum, aber auch für Skandinavien zuständig war. In diese Zeit fielen nach seinem Amtsbeginn die Auswirkungen des Zypernkonflikts nach den sogenannten „blutigen Weihnachten 1963“, eine länger andauernde bürgerkriegsähnliche Auseinandersetzung zwischen griechischen und türkischen Zyprern ab Ende 1963. Im Anschluss war er im Außenministerium zwischen 1964 und 1967 stellvertretender Leiter des Referats Westafrika und Zentralafrika, das insbesondere für die im Rahmen des sogenannten „afrikanischen Jahres 1960“ unabhängig gewordenen ehemaligen belgischen und französischen Kolonien dieser Regionen zuständig, während das Kolonialministerium nach wie vor die Verantwortung für die ehemaligen britischen Kolonien Nigeria, Ghana, Kenia und Tansania trug. Ein aus britischer Sicht wichtiges Ereignis in Afrika während dieser Zeit war die einseitige Unabhängigkeitserklärung Rhodesiens durch Premierminister Ian Smith am 11. November 1965.
Am 26. Oktober 1967 übernahm Brown seinen ersten Posten als Botschafter, als er Alan Horn als außerordentlicher und bevollmächtigter Botschafter in Madagaskar ablöste. Als solcher übernahm er zugleich die Funktionen als Generalkonsul für die Komoren und Réunion. Diese Posten bekleidete er bis 1970 und wurde dann durch Timothy Crosthwait abgelöst. 1970 kehrte er abermals ins Außenministerium zurück und war anfangs Inspektor des diplomatischen Dienstes (Her Majesty’s Diplomatic Service) sowie anschließend Leiter des Referats für Öffentlichkeitsarbeit, ehe er zuletzt Unterstaatssekretär für Öffentlichkeitsarbeit (Under Secretary for Communications) war.
1974 wurde Brown Nachfolger von Arthur Kellas als Hochkommissar in Tansania. Als solcher wurde er zum 1. Januar 1975 Companion des Order of St. Michael and St. George (CMG). Zugleich übernahm er am 19. Dezember 1975 auch die Funktion als Generalkonsul in der Demokratischen Republik Madagaskar. Den Posten als Hochkommissar in Tansania und Generalkonsul in Madagaskar bekleidete er bis 1978 und wurde daraufhin durch Peter Moon abgelöst. Er selbst wurde 1978 stellvertretender Ständiger Vertreter bei den Vereinten Nationen in New York City und damit Vertreter von Ivor Richard, der von 1974 bis 1979 Ständiger Vertreter des Vereinigten Königreichs bei den Vereinten Nationen war.
Zuletzt wurde Brown 1979 Nachfolger von Sam Falle als Hochkommissar in Nigeria. Zugleich wurde er am 18. September 1979 auch als außerordentlicher und bevollmächtigter Botschafter in Benin akkreditiert. Zum 1. Januar 1981 wurde er zum Knight Commander des Order of St. Michael and St. George (KCMG) geschlagen, so dass er seither den Namenszusatz „Sir“ führte. 1983 trat er in den Ruhestand und wurde als Hochkommissar in Nigeria durch Hamilton Whyte abgelöst.
Brown engagierte sich nach seinem Eintritt in den Ruhestand als Schirmherr der 1986 gegründeten Entwicklungshilfeorganisation Money for Madagascar. Er war auch als Schriftsteller tätig und verfasste unter anderem Bücher zur Geschichte Madagaskars sowie zum Laotischen Bürgerkrieg, in denen er zum Teil persönliche Erlebnisse seiner diplomatischen Tätigkeiten verarbeitete.

## Veröffentlichungen
- Madagascar rediscovered. A history from early times to independence, 1978, ISBN 0-95062-840-9
- A history of Madagascar, Verlag Markus Wiener, 2000, ISBN 1-55876-292-2
- War in Shangri-La. A memoir of civil war in Laos, Vorwort von Peter Carington, 6. Baron Carrington, Verlag Radcliffe Press, 2001, ISBN 1-86064-735-9